# Glaphyromorphus pumilus
Glaphyromorphus pumilus — вид сцинкоподібних ящірок родини сцинкових (Scincidae). Ендемік Австралії.

## Поширення і екологія
Glaphyromorphus pumilus мешкають на півночі і сході півострова Кейп-Йорк на північному сході Квінсленду (на південь до Кернса і острова Хінчінбрук), а також на деяких островах Торресової протоки. Вони живуть у вологих тропічних лісах, на узліссях, на прибережних дюнах і серед скельних виступів, де зустрічаються у вологих мікросередовищах серед опалого листя.